# Macroglossia
Macroglossia é o crescimento anormal da língua, fazendo com que esta alcance um tamanho maior do que a cavidade bucal permite e trazendo prejuízos à função de fonação, respiração, sucção e/ou deglutição.

## Causas
A causa da macroglossia pode ser primária, congênita ou secundária. Uma verdadeira hipertrofia é rara, sendo a principal causa da macroglossia a presença de um tumor benigno congênito (linfangioma é o mais frequente.). Macroglossia verdadeira é um sintoma de comum ocorrência no cretinismo e no mongolismo.
Em geral, é de ocorrência congênita, descoberta logo ao nascimento ou sendo suspeitada ao longo do desenvolvimento da criança após eventos inflamatórios devido a lesões (associadas ao surgimento dos dentes).

### Listagem das causas
- Aumento transitório da língua
  - abscessos
  - angioedema
  - hematoma
  - intoxicação por medicamentos e alimentos.
  - picada de inseto
- Aumento persistente da língua
  - cistos
  - hemangioma
  - linfangioma
  - tumores
- Distúrbios metabólicos
  - amiloidose
  - proteinose lipódica
  - escleredema de Buschke
- Malformações congenitas
  - trissomia do 21
  - Síndrome de Winchester
  - displasia ectodermal anidiótica
  - Síndrome de Hajdu-cheney
  - Síndrome de Beckwith - wildemann
- Desordens hormonais
  - acromegalia
  - Síndrome de Zellweger
  - síndrome Melkerson-Rosental
- Processos inflamatórios crônicos
  - sífilis, lepra

## Consequências
Ocorre, mais pronunciadamente, má-oclusão. Devido à precocidade do surgimento alteração, é comum o desenvolvimento anormal da mandíbula e da ossatura da face, havendo então prejuízo tanto primário quanto secundário da função fonadora.

## Tratamento
É dependente da causa subjacente para a macroglossia. O tratamento clássico, na criança, consiste na cirurgia, através da glossectomia parcial. É indicação óbvia na remoção de tumores, mas discutida por muitos autores na hipertrofia associada às diversas doenças causadoras. Inquestionável é a necessidade e os resultados obtidos pelo acompanhamento fonoaudiológico precoce, com significativo resultado positivo na inteligibilidade e mesmo qualidade da fala.